# (207547) Charito
(207547) Charito est un astéroïde de la ceinture principale.

## Description
(207547) Charito est un astéroïde de la ceinture principale. Il fut découvert le 2 juin 2006 à La Cañada par Juan Lacruz. Il présente une orbite caractérisée par un demi-grand axe de 2,85 UA, une excentricité de 0,08 et une inclinaison de 2,9° par rapport à l'écliptique.

## Compléments